# Doppio concerto (Brahms)
Il Concerto per violino e violoncello in la minore, op. 102, detto Doppio Concerto, di Johannes Brahms, è un concerto composto nel 1887.
Questa forma musicale resta rarissima nel XIX° secolo ed il suo pendant è il celebre Triplo concerto di Ludwig van Beethoven. Il concerto per solisti multipli era abbastanza normale anteriormente, come attestano i vari esempi di concerto grosso, le sinfonie concertanti ed i precedenti di Wolfgang Amadeus Mozart.
Si tratta dell'ultima opera sinfonica del musicista, posteriore di due anni alla sua quarta ed ultima sinfonia.

## Storia
Brahms doveva scrivere inizialmente un concerto per violoncello, per il suo amico Robert Hausmann. Nello stesso periodo si era scontrato con un altro amico di lunga data, il violinista József Joachim, in occasione del suo divorzio (aveva difeso l'ex-moglie). Il compositore colse l'occasione per dedicare anche a lui il suo lavoro, in segno di riconciliazione.
La prima ebbe luogo a Colonia il 18 ottobre 1887, con l'Orchestra di Gürzenich, sotto la direzione di Brahms stesso, ed avendo come solisti i due dedicatari.

## Struttura
L'opera è formata da tre movimenti e la sua esecuzione dura circa trenta minuti.
- Allegro

In la minore, in 4/4, in una forma molto libera e con una ricchissima invenzione tematica: 3 temi principali e 8 idee secondarie, un numero a cui Brahms arrivò raramente. Tutto il movimento è pervaso da un brillante e ardente virtuosismo che però non è mai fine a se stesso.
- Andante

In re maggiore, in 3/4, costruito in forma di Lied tripartito: un'ampia e misteriosa ballata, dal clima sognante di leggenda, che ricorda alcune fra le più belle pagine del giovane Brahms.
- Vivace non troppo

Un pezzo in la minore, in 2/4, molto particolare, ricchissimo di idee e di grande magniloquenza sinfonica come il primo movimento: suddiviso in tre parti e tuttavia con una sostanza tematica che fa pensare più che alla forma-sonata al rondò, con la sua fisionomia di danza gioiosa e popolare.

## Discografia
- Jacques Thibaud and Pablo Casals, Orquestra Pau Casals cond. Alfred Cortot (1929).[1]
- Jascha Heifetz and Emanuel Feuermann, Philadelphia Orchestra cond. Eugene Ormandy (1939).[2]
- Adolf Busch and Herman Busch, French National Radio Orchestra cond. Paul Kletzki (live Strasbourg 1949).[3]
- Georg Kulenkampff and Enrico Mainardi, Orchestre de la Suisse Romande cond. Carl Schuricht (1947).[4]
- Nathan Milstein and Gregor Piatigorsky, Philadelphia Robin Hood Dell Orchestra cond. Fritz Reiner (1951).[5]
- Jascha Heifetz and Gregor Piatigorsky, RCA Victor Symphony Orchestra cond. Alfred Wallenstein.[6]
- Gioconda de Vito and Amadeo Baldovino, Philharmonia Orchestra cond. Rudolf Schwarz (1952).[7]
- Jean Fournier and Antonio Janigro,[8] Vienna State Opera Orchestra cond. Hermann Scherchen.[9]
- Alfredo Campoli and André Navarra, Hallé Orchestra cond. John Barbirolli.[10]
- Josef Suk and André Navarra, Czech Philharmonic Orchestra cond. Karel Ančerl (c.1963).[11]
- Willi Boskovsky and Emanuel Brabec,[12] Vienna Philharmonic Orchestra cond. Wilhelm Furtwängler (1950 live recording).[13]
- Wolfgang Schneiderhan and Enrico Mainardi,[14] Vienna Philharmonic Orchestra cond. Karl Böhm.[15]
- Wolfgang Schneiderhan and János Starker, Orchestra of Radio-Symphonie Berlin cond. Ferenc Fricsay.[16]
- Henryk Szeryng and János Starker, Royal Concertgebouw Orchestra cond. Bernard Haitink.[17]
- Emmy Verhey and János Starker, Amsterdam Philharmonic Orchestra cond. Arpad Joó.[18]
- Isaac Stern and Leonard Rose, Philharmonic Symphony Orchestra of New York cond. Bruno Walter.[19]
- Isaac Stern and Yo-Yo Ma, Chicago Symphony Orchestra cond. Claudio Abbado.[20]
- Isaac Stern and Yo-Yo Ma, New York Philharmonic Orchestra cond. Zubin Mehta
- Gidon Kremer and Mischa Maisky, Vienna Philharmonic Orchestra cond. Leonard Bernstein.[21]
- David Oistrakh and Pierre Fournier, Philharmonia Orchestra cond. Alceo Galliera.[22]
- David Oistrakh and Mstislav Rostropovich, Cleveland Orchestra cond. George Szell.[23]
- David Oistrakh and Mstislav Rostropovich, Moscow Philharmonic Orchestra cond. Kirill Kondrashin (live 1963).[24]
- Salvatore Accardo and Siegfried Palm, Orchestra Sinfonica di Roma della RTV Italiana cond Bruno Maderna (live 1961 Milan).[25]
- Zino Francescatti and Samuel H. Mayes,[26] Boston Symphony Orchestra cond. Charles Münch (live rec. April 1956)[27]
- Zino Francescatti and Pierre Fournier, Columbia Symphony Orchestra cond. Bruno Walter.[28]
- Zino Francescatti and Pierre Fournier, BBC Symphony Orchestra cond. Colin Davis.[29]
- Itzhak Perlman and Mstislav Rostropovich, Concertgebouw Orchestra, cond. Bernard Haitink.[30]
- Anne-Sophie Mutter and Antonio Meneses, Berliner Philharmoniker, cond. Herbert von Karajan
- Christian Ferras and Paul Tortelier, Philharmonia Orchestra cond. Paul Kletzki.[31]
- Yehudi Menuhin and Paul Tortelier, London Philharmonic Orchestra cond. Paavo Berglund (1984).[32]
- Yehudi Menuhin and Maurice Gendron, London Symphony Orchestra cond. István Kertész (Bath Festival 1964).[33]
- Yehudi Menuhin and Leslie Parnas,[34] Casals Festival Orchestra cond. Pablo Casals (1969).[35]
- Yan Pascal Tortelier and Paul Tortelier, BBC Symphony Orchestra cond. John Pritchard (1974).[36]
- Itzhak Perlman and Yo-Yo Ma, Chicago Symphony Orchestra cond. Daniel Barenboim.[37]
- Vadim Repin and Truls Mørk, Leipzig Gewandhaus Orchestra cond. Riccardo Chailly.[38]
- Gil Shaham and Jian Wang, Berliner Philharmoniker cond. Claudio Abbado.[39]
- Julia Fischer and Daniel Müller-Schott, Netherlands Philharmonic Orchestra cond. Yakov Kreizberg.[40]